# Кербен (Киргизстан)
Кербен (кирг. Кербен) — місто в Джалал-Абадській області, Киргизстан. Місто є адміністративним центром Аксийського району.
Населення (2009) — 14,1 тис. чоловік.

## Географія
Місто розташоване в північно-західній стороні від обласного центру міста Джалал-Абад на відстані 220 км, за 60 км від залізниці міста Таш-Кумир.
Місто Кербен розташоване в центрі Аксийського району, знаходиться на висоті 1200 метрів над рівнем моря. Рельєф місцевості рівнинний пересічений. Клімат континентальний. Зима буває сувора, літо спекотне, середня річна температура плюс 12 градусів за Цельсієм.

## Історія
У 1930 році було утворене село Караван, 4 жовтня 2004 року селу було надано статус міста районного підпорядкування з присвоєнням назви Кербен.

## Населення
На території Кербенського міської управи знаходиться 7 населених пунктів: місто Кербен, села Акдобо, Жетіген, Кулукдобо, Курулуш, Устукан і Мамай.
Чисельність населення міста Кербен разом з прилеглими айил окмоту на 1 січня 2004 року становить 22 408 осіб, або 11,2 % обласного населення. Міське населення становить 13 433 осіб, сільське — 8 975 чоловік. У місті живуть представники близько 19 етнічних груп, у тому числі: киргизи — 19 943 чол. (89 %), узбеки — 1994 чол. (8,9 %), росіяни — 314 чол. (1,4 %), інші — 157 чол. (0,7 %) .